# Antonio Berlese
Antonio Berlese (Pádua, 26 de junho de 1863 — Florença, 24 de outubro de 1927) foi um entomólogo e botânico que se destacou no estudo acarologia, sendo considerado o fundador da sistemática dos ácaros. Foi professor de zoologia agrária na Scuola Superiore di Agricoltura di Portici (actual Faculdade de Agricultura da Universidade de Nápoles) instalada na Reggia di Portici. A partir de 1903 foi director da estação de entomologia agrária de Florença, onde se destacou como um dos pioneiros do controlo biológico.

## Biografia
Ensinou zoologia agrária na Scuola Superiore di Agricoltura di Portici. Fondou a Rivista di patologia vegetale.
Em 1906 Berlese descobriu que uma vespa (Hymenoptera), que depois foi denominada Diaspitella berlesei, era capaz de matar os adultos da cochonilha Diaspis pentagona, parasita das folhas da amoreira, abrindo caminho para as modernas técncas de controlo biológico.

## Obras publicadas
- "Le cocciniglie Italiane viventi sugli agrumi". Parte II. I. Lecanium. Riv. Patol. Veget. 3: 49-100(1896).
- "Diagnosi di cocciniglie nuove". Riv. Patol. Veget. 4: 345-352 (1896) (em colaboração com Gustavo Leonardi).
- "Diagnosi di cocciniglie nuove". Riv. Patol. Veget. 4: 1-352 (1896) (em colaboração com Gustavo Leonardi).
- Le cocciniglie Italiane viventi sugli argumi. Parte III. I Diaspiti. [Cap. I. Note di sistematica e descrizione delle specie.] Riv. Patol. Veget. 4: 74-170 (1896) (em colaboração com Gustavo Leonardi).
- "Diagnosi di cocciniglie nuove". Riv. Patol. Veget. 4: 345-352 (1896) (em colaboração com Gustavo Leonardi).